# Pin ponderosa
Pinus ponderosa
Espèce
Répartition géographique
Classification phylogénétique
Statut de conservation UICN

 LC  : Préoccupation mineure
Le pin ponderosa (Pinus ponderosa), aussi appelé  « pin jaune » ou « pin à bois lourd », est une espèce d'arbres de la famille des Pinacées.

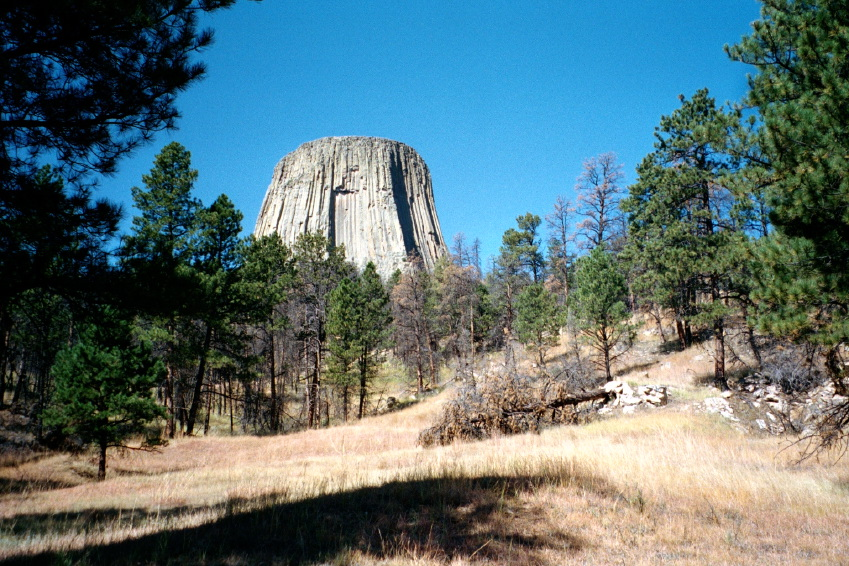
Pins jaunes dans le Devils Tower National Monument.

## Habitat
Originaire des montagnes Rocheuses, il s'étend du Mexique (23° de latitude nord) jusqu'au Canada (52° de latitude nord) en passant par les États-Unis. Il est présent dans des altitudes comprises entre 300 et 2 100 mètres. Il apprécie particulièrement les zones semi-humides (400 à 700 mm de précipitations) et supporte bien le gel. L'arbre fut introduit en Europe en 1827 où on le plante à titre ornemental. Il a été largement utilisé pour construire les grandes maisons (certaines ayant plus de six étages) des Indiens Pueblos, par exemple au Chaco Canyon.

## Description

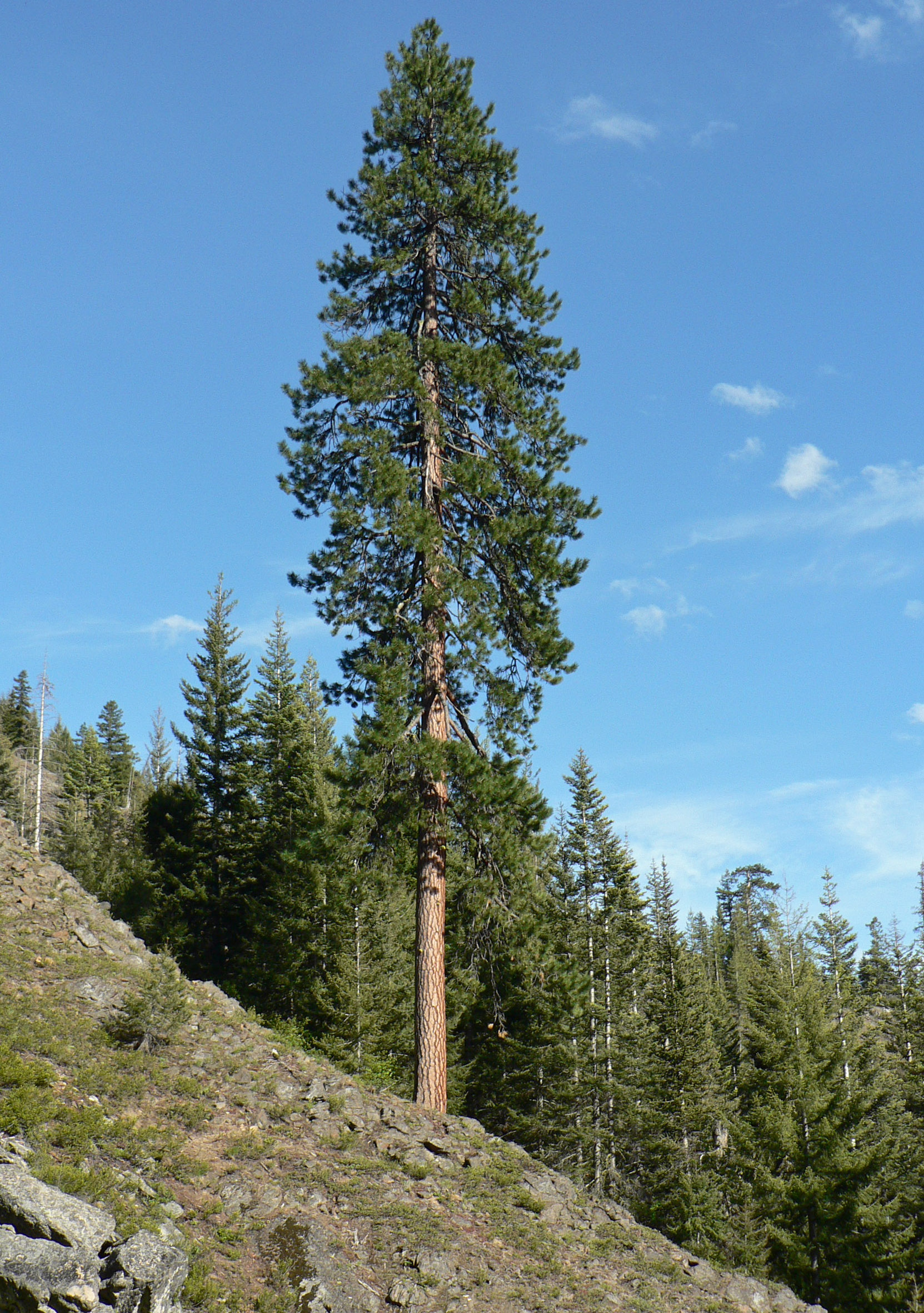
Aspect général

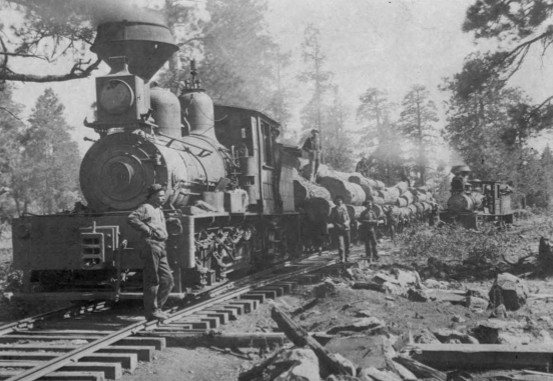
Voie ferrée construite par les compagnies forestières Saginaw et Manistee dans le sud du plateau Kaibab destiné à faciliter la coupe rase d'une forêt primaire riche de gros bois de pins jaunes, ici vers 1900. Le chantier a duré de 1897 à 1936

Dans son habitat d'origine, il atteint la taille de 40 à 50 mètres pour un diamètre de 3 mètres. En Europe, sa taille ne dépasse pas les 40 mètres.

Il peut vivre de 500 à 600 ans.

Son système racinaire profond et développé lui permet de supporter une sècheresse de longue durée. Sa croissance est lente les premières années avant de s'accélérer. À 20 ans, l'arbre atteint 8 mètres.
Son bois est résistant, riche en résine et est souvent utilisé en construction.
Les aiguilles vert clair mesurent de 15 à 25 centimètres pour 1,5 mm de large. Les aiguilles sont groupées par trois sur les rameaux.
L'arbre fleurit au début de juin et les cônes mûrissent l'année suivante.
Les cônes, longs de 8 à 15 cm et larges de 4 à 7 cm une fois mûrs, sont brun clair en forme d'œuf. Ses écailles sont souvent munies d'un piquant. Les semences de 6 à 9 mm sont brunes et dotées d'une aile de 2 cm.
L'huile essentielle issue de ses aiguilles est très antispasmodique, rééquilibrante nerveuse[Information douteuse] et relaxante[réf. nécessaire].

## Menaces
Outre par les incendies de forêts et le réchauffement climatique, cette espèce est localement menacée par un petit coléoptère, Dendroctonus ponderosae.

## Toxicité
Les animaux d'élevage, notamment les bovins, peuvent être intoxiqués en cas d'ingestion d'aiguilles du pin ponderosa, vertes ou séchées, ce qui peut se produire en hiver et au printemps lorsque la nourriture est rare. Cette intoxication est signalée dans les États américains situés à l'ouest des Grandes Plaines ainsi qu'en Colombie-Britannique.
Les aiguilles de ce pin contiennent une substance abortive, l'acide isocupressique, ainsi que d'autres substances susceptibles de provoquer des lésions rénales et neurologiques.
Chez les vaches l'avortement peut se produire entre 48 heures et 2 semaines après l'exposition aux aiguilles. Les veaux peuvent survivre si l'avortement intervient près du terme de la gestation. Les vaches qui avortent développent parfois une rétention persistante du placenta et une endométrite subséquente, qui peut s'accompagner d'une septicémie avec une augmentation marquée de la température corporelle. La vache peut mourir si elle n'est pas traitée immédiatement.
On estime les pertes annuelles dues à cette intoxication dans l'ensemble de l'ouest des États-Unis à 4,5 millions de dollars.